# Леньянте, Ассунта
Ассунта Леньянте (итал. Assunta Legnante; род. 14 мая 1978, Неаполь) — итальянская легкоатлетка, специалистка по толканию ядра. Выступала за национальную сборную Италии по лёгкой атлетике на всём протяжении 2000-х годов, чемпионка Европы в помещении, победительница Средиземноморских игр, участница летних Олимпийских игр в Пекине. Из-за нарушений зрения с 2009 года выступает в инвалидном спорте, чемпионка двух Паралимпийских игр.

## Биография
Ассунта Леньянте родилась 14 мая 1978 года в Неаполе, Италия. С рождения имела глаукому в обоих глазах.

### Спортивная карьера
Дебютировала на международном уровне в сезоне 1996 года, когда вошла в состав итальянской национальной сборной и побывала на чемпионате мира среди юниоров в Сиднее, где заняла в толкании ядра 13 место.
В 1999 году стала бронзовой призёркой молодёжного чемпионата Европы в Гётеборге.
Одержала победу в толкании ядра на Средиземноморских играх 2001 года в Радесе, тогда как на Универсиаде в Пекине показала одиннадцатый результат.
В 2002 году выиграла серебряную медаль на чемпионате Европы в помещении в Вене и стала восьмой на чемпионате Европы на открытом стадионе в Мюнхене.
Заняла восьмое место на чемпионате мира 2003 года в Париже и на чемпионате мира в помещении в Бирмингеме.
Рассматривалась в качестве претендентки на участие в Олимпийских играх 2004 года в Афинах, но не смогла здесь выступить из-за слишком высокого внутриглазного давления.
В 2005 году была шестой на европейском первенстве в помещении в Мадриде, двенадцатой на мировом первенстве в Хельсинки, четвёртой на Универсиаде в Измире.
Заняла пятое место на чемпионате Европы 2006 года в Гётеборге.
В 2007 году одержала одну из главных побед в своей спортивной карьере, выиграв золотую медаль на европейском первенстве в помещении в Бирмингеме.
Благодаря череде удачных выступлений Леньянте удостоилась права защищать честь страны на летних Олимпийских играх 2008 года в Пекине — в программе толкания ядра показала результат 17,76 метра и расположилась в итоговом протоколе соревнований на 19 строке.
После пекинской Олимпиады Ассунта Леньянте ещё в течение некоторого времени оставалась в основном составе легкоатлетической команды Италии и продолжала принимать участие в крупнейших международных соревнованиях. Так, в 2009 году она выиграла серебряную медаль на Средиземноморских играх в Пескаре.

### Инваспорт
В 2009 году Леньянте внезапно перестала видеть своим правым глазом, а затем резко ухудшилось и зрение в левом глазу. В марте 2012 года спортсменка перенесла операцию по удалению катаракты, но зрение к ней так и не вернулось.
Из-за проблем со зрением она вынуждена была перейти в инвалидный спорт — выступила на Паралимпийских играх в Лондоне, где выиграла в толкании ядра F11-12 золотую медаль и обновила в этой дисциплине мировой рекорд.
В 2014 году завоевала золотые медали в метании диска и толкании ядра на чемпионате Европы в Суонси. Год спустя одержала победу на мировом первенстве в Дохе.
Принимала участие в Паралимпийских играх 2016 года в Рио-де-Жанейро, где снова была лучшей в толкании ядра.